# Lilla Grytsjön, Södermanland
Lilla Grytsjön är en sjö i Eskilstuna kommun i Södermanland och ingår i Nyköpingsåns huvudavrinningsområde. Sjön har en area på 0,115 kvadratkilometer och ligger 67,5 meter över havet.

## Delavrinningsområde
Lilla Grytsjön ingår i det delavrinningsområde (656359-154719) som SMHI kallar för Inloppet i Björken. Medelhöjden är 64 meter över havet och ytan är 30,45 kvadratkilometer. Det finns inga avrinningsområden uppströms utan avrinningsområdet är högsta punkten. Malmaån (Smedstorpsån) som avvattnar avrinningsområdet har biflödesordning 3, vilket innebär att vattnet flödar genom totalt 3 vattendrag innan det når havet efter 89 kilometer. Avrinningsområdet består mestadels av skog (74 procent) och jordbruk (16 procent). Avrinningsområdet har 0,55 kvadratkilometer vattenytor vilket ger det en sjöprocent på 1,8 procent.